# Hofstetten-Flüh
Hofstetten-Flüh (oficialmente hasta 1985 Hofstetten) es una comuna suiza del cantón de Soleura, situada en el distrito de Dorneck. Limita al norte con las comunas de Bättwil y Witterswil, al este con Ettingen (BL), al sur con Blauen (BL), al oeste con Metzerlen-Mariastein, y al noroeste con Leymen (FR-68).